# オロモウツ

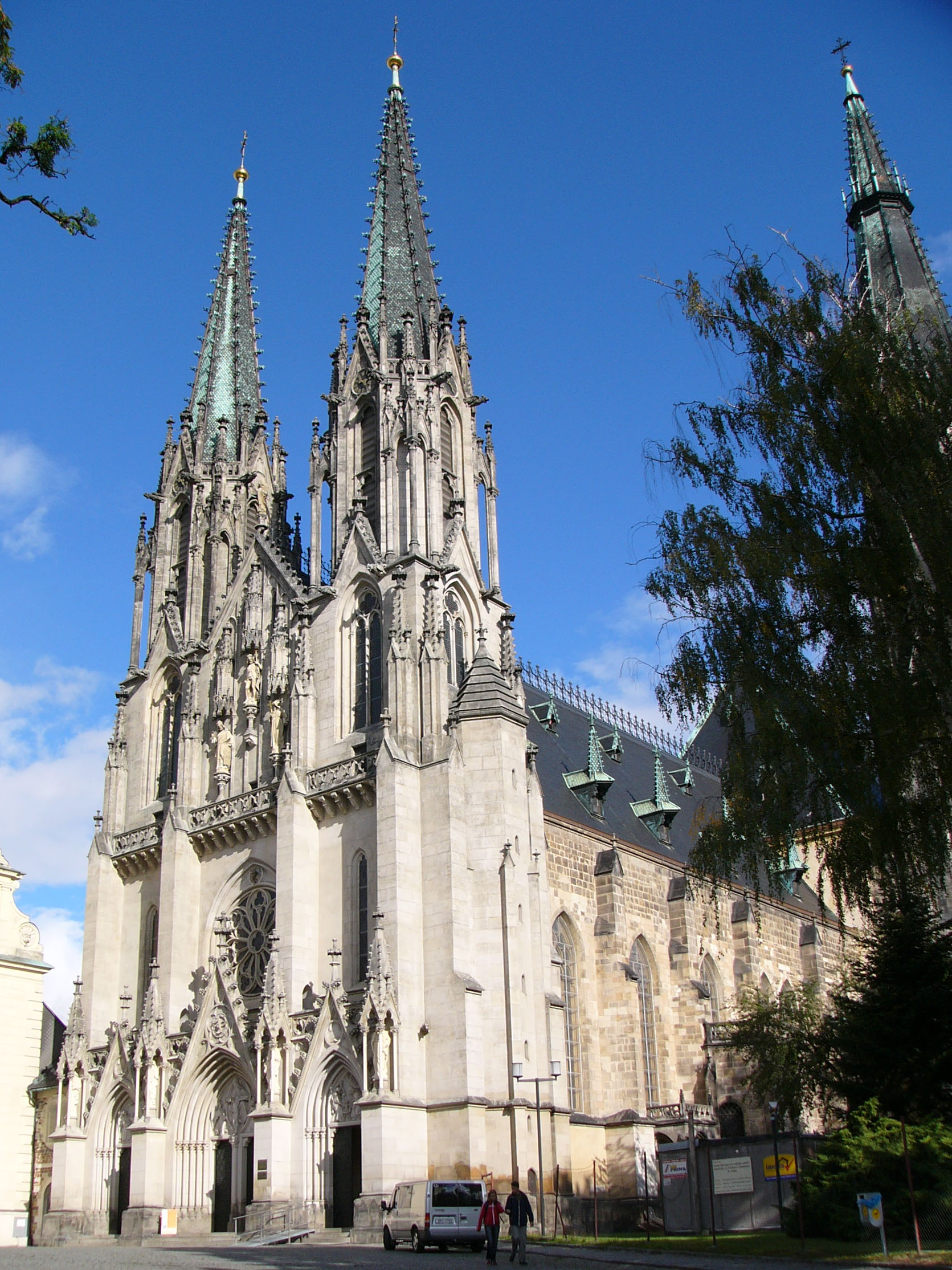
聖ヴァーツラフ大聖堂

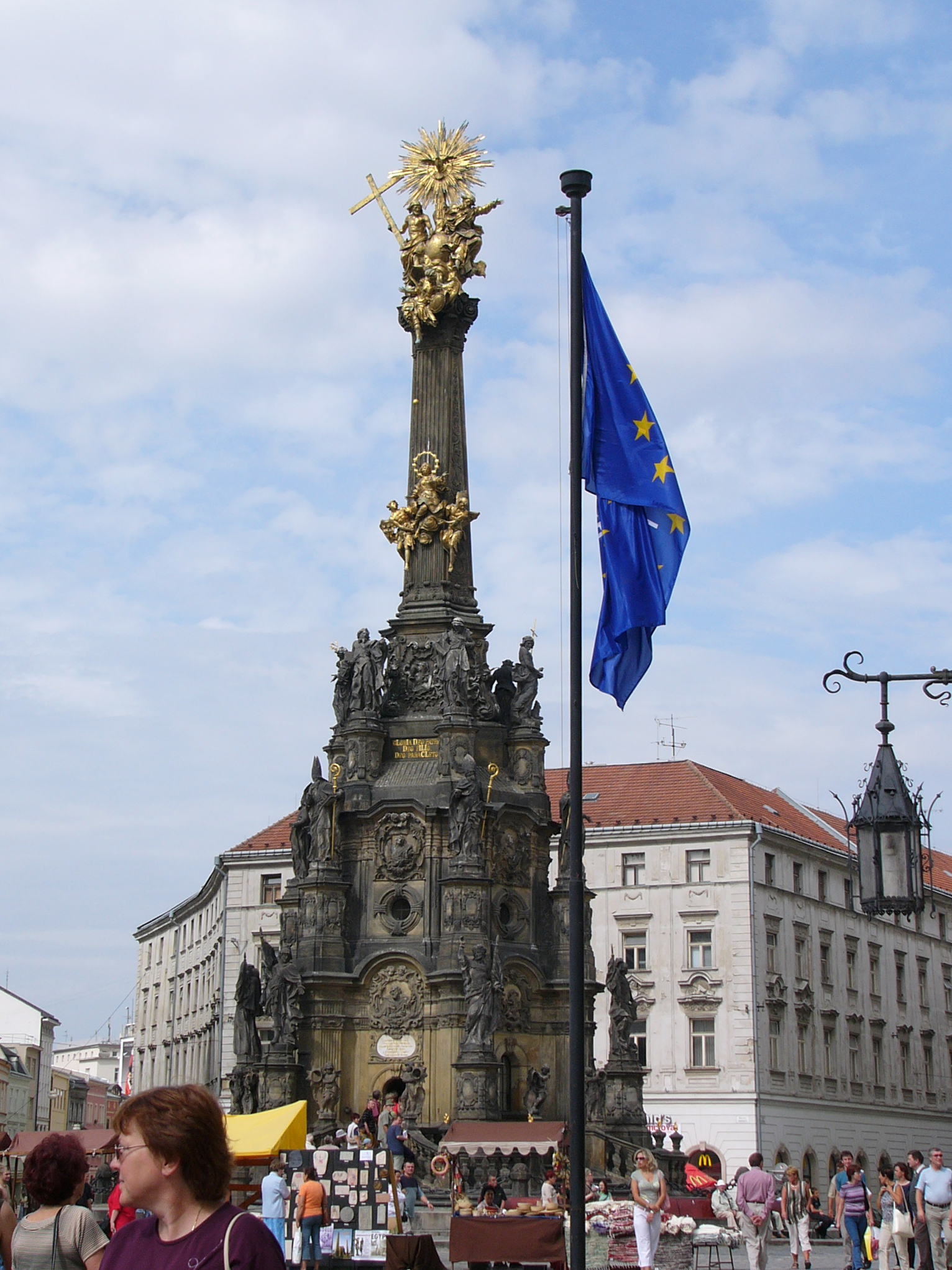
聖三位一体柱

オロモウツ（チェコ語:Olomouc [ˈolomouts] ( 音声ファイル)、ポーランド語:Ołomuniec [ɔwɔˈmuɲɛts]）は、チェコの都市。モラヴィア地方の中部に属するチェコ第5の都市。2020年現在の人口は100,663人。ドイツ語ではオルミュッツ（Olmütz [ˈɔlmʏts]）。
オロモウツは上モラヴィア低地のハナー地方の中心都市でもあり、またモラヴィアのローマ・カトリック教会の中心地でもある。ロマネスク様式、ゴシック様式の教会や市役所が建ち、記念物保護指定都市に定められている。オロモウツは首都プラハに次いで文化財を保有する都市であり、街の中心部にあるオロモウツの聖三位一体柱は、ユネスコの世界遺産に登録されている。

## 地勢・産業
オロモウツはモラヴィア地方中部の農業地帯に位置しており、モラヴァ川とビストシツェ川が町の近くで合流する。約65キロ南西にブルノが位置している。
農業機械の製造、化学工業、繊維工業、食品工業が盛ん。トゥバルーシュキと呼ばれる独特の臭いがあるチーズが名物として知られている。

## 歴史
オロモウツは古代からハナー地方の商業の中心地となっていた。古代ローマの政治家ガイウス・ユリウス・カエサルが町を建設した伝説が存在し、ローマ帝国の軍事拠点が置かれていたと考えられている。モラヴィア王国の時代には、オロモウツに城砦が建設された。
プシェミスル家のボヘミア公ヴラチスラフ2世はプラハ司教の権力の抑制を図り、1063年にオロモウツに司教座を設置した。オロモウツ司教はモラヴィア各地に割拠する豪族のまとめ役となり、15世紀のフス戦争でも指導的役割を果たした。1187年から1641年までの間、オロモウツはモラヴィア辺境伯領の都とされる。
1241年にモンゴル帝国がヨーロッパに侵入した際にオロモウツはモンゴル軍の包囲を受けた。シュテルンベルク公ヤロスラフに率いられたオロモウツの守備兵がモンゴル軍に損害を与えた記録が残されているが、これらの記録を史実、あるいは伝説と見なすかで意見が分かれている。1253年にプシェミスル朝のボヘミア王オタカル2世のもとで王国都市に昇格する。1306年に最後のプシェミスル朝のボヘミア王ヴァーツラフ3世がこの町で暗殺された。
1479年にオロモウツの和議が行われ、ハプスブルク家をオーストリアから追放する条約が結ばれている。しかし17世紀前半の三十年戦争の際にスウェーデンの攻撃を受け、1642年から1650年までオロモウツはスウェーデンの占領下に置かれる。1642年にモラヴィアの首都はブルノに移された。1777年に大司教座に昇格する。
18世紀末のオロモウツはドイツ化が進み、チェコ民族覚醒運動が高揚していたボヘミアとしばしば対立した。1848年のウィーン三月革命の際には、当時の皇帝であったフェルディナント1世が反チェコ的な態度を示すオロモウツへと逃れたが、この地で退位を宣言した。1850年、この都市でオルミュッツ協定が成立し、小ドイツ主義に基づくドイツ統一を図るプロイセンをオーストリアがおさえた。その後、革命で解体していたドイツ連邦が再び成立した。

## 建築物
旧市街の中心にはホルニー広場があり、オロモウツの聖三位一体柱が建てられている。1716年から建設が始まったオロモウツの聖三位一体柱は、およそ40年の歳月を経て完成し、現在は世界遺産に登録されている。広場にある3つの噴水の中で最も古いものは、1688年に作られたヘラクレスの噴水である。
聖ヴァーツラフ大聖堂は1109年に建立されたロマネスク様式の礼拝堂だったが、改築を経てネオ・ゴシック様式の外装に作り変えられた。聖ヴァーツラフ大聖堂の隣にはプシェミスル宮殿が建つ。プシェミスル宮殿は大司教区博物館として利用され、キリスト教を題材とするモラヴィアの芸術作品が展示されている。教区教会である聖モジツ教会は14世紀に本堂が建立された後、16世紀に2本の塔が増設された。1745年に作られた聖モジツ教会のパイプオルガンはモラヴィア最大のもので、135の音階と1,400本のパイプを備えている。
オロモウツ市役所は1378年に完成した建物であるが、外観はルネサンス様式に改装されている。市役所の尖塔の四面には時計が取り付けられ、塔の基壇にはからくり時計が設置されている。第二次世界大戦後の修復作業の際にからくり時計に社会主義的な図柄が描かれ、ビロード革命の後に最初の図柄に戻すかという議論がされたが、図柄は戻されなかった。

## 教育
16世紀後半年に大学が創設され、フランチシェク・パラツキーにちなんでパラツキー大学と名付けられた。パラツキー大学はプラハ大学（カレル大学）についで、チェコにおいて歴史のある大学である。ほか、大学図書館、博物館、博物図書館、研究所も設置されている。
オロモウツでは毎年花の博覧会が開かれており、園芸都市としても知られている。

## 交通
1841年にオロモウツに初めて鉄道が施設され、プラハ、ウイーンと接続される。オロモウツは鉄道の重要な拠点となっており、プラハ、ブルノ、コシツェ、クラクフなどの内外の都市と接続されている。鉄道のオロモウツ本駅と他の都市に向かう長距離バスのターミナルは、旧市街からやや離れた場所に置かれている。

### 鉄道路線
チェコ鉄道（ČD）
- チェスカー・トルジェボヴァー - プルジェロフ線
  - 　オロモウツ本駅（チェコ語版）
- ネザミスリツェ - オロモウツ線
  - 　オロモウツ・ノヴェー・サディ駅 - オロモウツ本駅（チェコ語版）
- オロモウツ - セニツェ・ナ・ハネー線
  - 　オロモウツ本駅（チェコ語版） - オロモウツ・スメタナ公園駅（ポーランド語版） - オロモウツ・新通り駅（ポーランド語版） - オロモウツ町駅（オランダ語版）

オロモウツ公共交通会社（DPMO）
- オロモウツ市電

## 著名な出身者
- エリシュカ・ユンコヴァー - 女性レーシングドライバー

## 姉妹都市
- タンペレ、フィンランド
- アントニー, オー＝ド＝セーヌ県、フランス
- ルツェルン、スイス
- ネルトリンゲン、ドイツ
- ペーチ、ハンガリー
- オーエンズボロ、ケンタッキー州、アメリカ
- スボティカ、セルビア
- フェーネンダール、オランダ